# Sinomenium
Sinomenium es un género con tres especies de plantas de flores perteneciente a la familia Menispermaceae. Nativo  de China, Taiwán y Japón.

## Especies seleccionadas
| - Sinomenium acutum - Sinomenium diversifolium - Sinomenium heterophyllum |